# Vairas (Gironda)
Vairas (en francès Vayres) és un municipi francès situat al departament de la Gironda i a la regió de la Nova Aquitània.

## Demografia
| 1962                                       | 1968  | 1975  | 1982  | 1990  | 1999  | 2007  |
| ------------------------------------------ | ----- | ----- | ----- | ----- | ----- | ----- |
| 1.853                                      | 1.845 | 2.295 | 2.361 | 2.491 | 2.631 | 3.215 |
| Des de 1962: població sense dobles comptes |       |       |       |       |       |       |

## Administració
| Període   | Identitat            | Partit |
| --------- | -------------------- | ------ |
| 1989-2008 | Jean-François Ravaut |        |
| 2008-     | Hélène Maidon        |        |

## Agermanaments
- Laguardia